# Centro Desportivo Nacional do Jamor
O Centro Desportivo Nacional do Jamor é um complexo de infraestruturas desportivas públicas localizado no vale do rio Jamor, em Oeiras, Portugal. Administrativamente, constitui uma unidade orgânica do Instituto Português do Desporto e Juventude.
Até 1987, o atual Centro Desportivo Nacional do Jamor era oficialmente designado "Estádio Nacional", termo pelo qual ainda é frequentemente referido. Este termo é também muitas vezes usado num sentido mais restrito, para designar apenas o Estádio Nacional do Jamor.

## As valências do Centro
O Centro Desportivo Nacional do Jamor integra, designadamente:
- O Estádio Nacional, conhecido também como "Estádio do Jamor" ou "Estádio Nacional do Jamor", projetado pelo arquiteto Miguel Jacobetty Rosa e inaugurado em 10 de junho de 1944;
  - Campo de jogo em relva natural de 105x68m, com iluminação artificial
  - Pista de Atletismo com 8 corredores de 400m
  - Zonas para Salto em Comprimento e Triplo Salto
  - Vala para Corrida de Obstáculos
  - 6 Balneários
  - Auditório/Sala de Conferências
  - Bar/Cafetaria
  - 3 Parques de estacionamento para 5.000 viaturas
  - Bancadas com capacidade para 37,500 espectadores
- O Complexo de Piscinas, inaugurado em 22 de julho de 1998;
  - Piscina Olímpica de 50mx25mx2,1m de profundidade
  - Piscina de 25mx20mx1,30m de profundidade (fundo amovível até 5 m)
  - Torre de saltos (10m, 7.5m, 5m, 3m e 1m e trampolins de 3m e 1m de altura)
  - Auditório/Sala de Conferências
  - Bar/Cafetaria
  - 3 Parques de estacionamento
- O Centro de Ténis, cujo Campo Central foi inaugurado em 10 de junho de 1945.
  - 1 Campo Central, em pó-de-tijolo, com capacidade para cerca de 2.000 espetadores
  - 26 Campos Descobertos em pó-de-tijolo (10 dos quais com iluminação artificial)
  - 6 Campos Cobertos em piso sintético (Nave com 4 455 00m2 de área bruta)
  - 3 Campos descobertos em betão poroso
  - 3 Paredes "bate-bolas" em piso sintético
  - Balneários equipados com sauna e aquecimento central
  - Sala de estar
  - Restaurante/Bar
  - Parque de Estacionamento para 100 viaturas
- Pistas de atletismo, incluindo a do Estádio de Honra
  - Equipamento de Ar Livre (pista n.º2)
    - 1 Pista de Atletismo de 400m com 6 corredores
    - 4 Zonas para Salto em Comprimento e Triplo Salto
    - Setores para Lançamento do Dardo, Peso, Disco e Martelo
    - Zonas para Salto com Vara e Salto em Altura Nave Coberta
    - 1 Pista plana de 6 corredores, com 60m de comprimento
    - 3 Pistas para Salto em Comprimento e Triplo Salto
    - 1 Sector para Salto com Vara
    - 1 Sector para Salto em Altura
    - 1 Sector para arremesso do Peso e para Lançamento do Disco (treino técnico)
    - 1 “Corredor de Biomecânica” para análise do movimentoSala de Musculação
    - Sala polivalente para trabalho teórico, reuniões ou formação
    - Espaço destinado a aquecimento e recuperação
    - Espaço destinado a armazenagem de equipamento
- Pista de atividades náuticas;
  - Pista de Actividades Náuticas com plano de água de 12.100m2
  - Zona de embarque com 7 "fingers"
  - 1 Hangar para arrumação de embarcações
  - Campo permanente de Kayak Pólo
  - Balneários
  - Restaurante/Bar
  - Parque de Estacionamento para 162 viaturas
- Ginásio de ar livre;
- Carreira de tiro;
  - Carreira de 50 metros, com 30 linhas, 10 das quais são linhas electrónicas
  - Carreira de 25 metros com 30 linhas
  - Carreira de 10 metros com 30 linhas, destinada a armas de pressão de ar;
- Centro de estágio;
  - Pavilhão com 24 quartos triplos e 1 individual 
  - Refeitório
  - Sala de Estar
  - Auditório com capacidade para 60 pessoas 
  - Dois polidesportivos exteriores
- Auditórios
  - Centro de Estágio: capacidade para 60 pessoas (apenas sab./dom./feriados)
  - Estádio de Honra: capacidade para 50 pessoas
  - Piscinas: capacidade para 50 pessoas
- Centro de Formação de Golfe
  - Driving Range com 250m de comprimento
  - 27 posições de batida: 12 cobertas e 15 descobertas  Jogo Curto
  - Putting green com 18 buracos
  - Chipping green
  - Bunker  Estúdio de Análise de Swing
  - 4 posições de batida
  - Equipado com a melhor tecnologia para análise de Swing (TRACKMAN, V1 PRO e SAM PUTT LAB)
  - Zona de estacionamento para 50 lugares
  - Serviço de Restaurante
  - Loja de golfe - Low Cost
- 2 circuitos distintos de Minigolfe de 18 buracos cada
- Parede de Escalada
  - Tem 12 metros de altura e dispõe de uma superfície de 135 m2.   Com 9 metros de largura, proporciona a instalação de 5 a 7 vias de escalada, sendo duas delas de iniciação.  Conta também com o apoio de um muro de 35 m2, com 3 metros de altura, onde os utentes poderem fazer o aquecimento antes de escalar uma das vias da Parede.  No conjunto, as duas superfícies disponibilizam mais de 400 presas, de diferentes cores.
- Parque Aventura
  - Grande Percurso do Jamor, com 44 atividades e 5 slides (com cerca de 200m cada)
  - Percurso para crianças, com 15 atividades e vários graus de dificuldade.
- Percursos Pedonais
  - Percurso A - Mata Sul do Estádio de Honra
  - Percurso B - Parque Urbano e Complexo de TéniS
  - Percurso C - Carreira de Tiro, Centro de Estágio e Faculdade Motricidade Humana
  - Percurso D - Carreira de Tiro, Centro de Estágio e Pista de corta-mato
- Pista de Crosse
- Pistas XCO / Enduro
  - PISTA PRETA: (percurso muito difícil)  Distância de percurso: 4200 Metros (Mapa: percurso vermelho + preto)  Desnível positivo: 220 Metros
  - PISTA VERMELHA: (percurso difícil)  Distância de percurso: 3,4 Kms (Mapa: percurso vermelho)  Desnível positivo: 183 Metros
  - PISTA AZUL: (percurso moderado)  Distância de percurso: 2,1 Km  (Mapa: percurso azul) Desnível positivo: 95 Metros aprox.
- Relvados / Campos de Jogos
  - 2 Campos de Futebol em relva natural
  - 1 Campo de Futebol em relva sintética
  - 1 Campo de Hóquei, com iluminação artificial
  - 1 Campo de Râguebi em relva natural, com iluminação artificial
  - 1 Campo de Râguebi em relva sintética, com iluminação artificial
- Tiro com Arco